# Подгайц, Ефрем Иосифович
Ефре́м Ио́сифович Подга́йц (род. 6 октября 1949 года, Винница) — советский и российский композитор, заслуженный деятель искусств Российской Федерации (2000), лауреат Премии Правительства России в области культуры (2011), член правления Союза композиторов России, профессор, заведующий кафедрой композиции Музыкально-педагогического института имени Ипполитова-Иванова, лауреат премии Российского авторского общества «За вклад в развитие науки, культуры и искусства».

## Биография
В 1959 году начал обучение в Московской музыкальной школе № 30 (класс композиции Н. М. Гольденберг). В 1966 году поступил в музыкальное училище при Московской консерватории. В 1974 году окончил Московскую консерваторию по классу композиции Юрия Буцко и Николая Сидельникова и инструментовки Юрия Фортунатова.
С 1974 по 1981 год работал на должности редактора Союзконцерта в отделе Всесоюзный фестивалей искусств. С 1978 года — член Союза композиторов России. В 1982—1990 годы руководил творческим объединением «Композиторы и дети». С 1997 года — преподаватель класса композиции Государственной классической академии имени Маймонида, с 2001 года — преподаватель композиции в ГМПИ имени Ипполитова-Иванова, позднее — заведующий кафедрой композиции, профессор.

## Творчество
Автор более 290 сочинений, в том числе 13 опер, 2 балетов, 6 мюзиклов, симфонических, камерных, хоровых и вокальных произведений, музыки для театра.
Оперы
- 1989 «Мы были воробьями» (для исполнения детьми)
- 1992 «Последний музыкант». Либретто В. Павловой по рассказу Н. Нильсена
- 1993 «Зелёная птичка» — опера-буфф в двух действиях Либретто Р. Ровики по сказке Карло Гоцци
- 1995 «Повелитель мух» — рок-классик-опера в двух действиях. Либретто Л. Яковлева по повести Уильяма Голдинга

Балеты
- 2012 «Мойдодыр» — балет в двух актах. Либретто и постановка Юрия Смекалова. Поставлен в Большом театре в 2012 году
- 2016 «Синяя птица» — балет в двух актах. Либретто Роксаны Сац по мотивам пьесы Мориса Метерлинка.

Симфонические произведения
- 1977 Симфония № 1.